# Jogaku zasshi

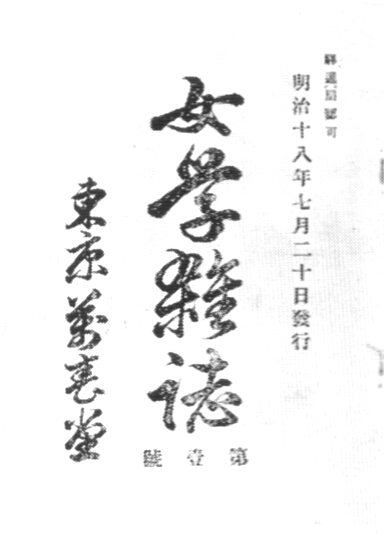
Couverture de la première édition

 (avril 2025).
La mise en forme du texte ne suit pas les recommandations de Wikipédia : il faut le « wikifier ».
Les points d'amélioration suivants sont les cas les plus fréquents. Le détail des points à revoir est peut-être précisé sur la page de discussion.
- Les titres sont pré-formatés par le logiciel. Ils ne sont ni en capitales, ni en gras.
- Le texte ne doit pas être écrit en capitales (les noms de famille non plus), ni en gras, ni en italique, ni en « petit »…
- Le gras n'est utilisé que pour surligner le titre de l'article dans l'introduction, une seule fois.
- L'italique est rarement utilisé : mots en langue étrangère, titres d'œuvres, noms de bateaux, etc.
- Les citations ne sont pas en italique mais en corps de texte normal. Elles sont entourées par des guillemets français : « et ».
- Les listes à puces sont à éviter, des paragraphes rédigés étant largement préférés. Les tableaux sont à réserver à la présentation de données structurées (résultats, etc.).
- Les appels de note de bas de page (petits chiffres en exposant, introduits par l'outil «  Source ») sont à placer entre la fin de phrase et le point final[comme ça].
- Les liens internes (vers d'autres articles de Wikipédia) sont à choisir avec parcimonie. Créez des liens vers des articles approfondissant le sujet. Les termes génériques sans rapport avec le sujet sont à éviter, ainsi que les répétitions de liens vers un même terme.
- Les liens externes sont à placer uniquement dans une section « Liens externes », à la fin de l'article. Ces liens sont à choisir avec parcimonie suivant les règles définies. Si un lien sert de source à l'article, son insertion dans le texte est à faire par les notes de bas de page.
- La présentation des références doit suivre les conventions bibliographiques. Il est recommandé d'utiliser les modèles {{Ouvrage}}, {{Chapitre}}, {{Article}}, {{Lien web}} et/ou {{Bibliographie}}. Le mode d'édition visuel peut mettre en forme automatiquement les références.
- Insérer une infobox (cadre d'informations à droite) n'est pas obligatoire pour parachever la mise en page.

Pour une aide détaillée, merci de consulter Aide:Wikification.
Si vous pensez que ces points ont été résolus, vous pouvez retirer ce bandeau et améliorer la mise en forme d'un autre article.
Jogaku zasshi (女学雑誌) est le premier périodique pour femmes au Japon. Créé en 1885 par Yoshiharu Iwamoto dans l’effervescence qu’a connue le monde de l’édition, et plus particulièrement la presse, dans la seconde moitié du XIXe siècle, il connaît une publication régulière de juillet 1885 à février 1904, et accompagne ainsi cette deuxième ère Meiji qui se caractérise, après la grande ouverture politique des premières années, par un renfermement progressif sur une idéologie nationaliste de plus en plus exclusive. Son tirage est limité, quoique non négligeable, tout comme son épaisseur (rarement plus d’une trentaine de pages).

## Histoire
Les fréquents changements de formule démontrent sa fragilité, ou plutôt, combien il a été une sorte de laboratoire à la fois de la langue japonaise et de la presse, mais aussi de l’éducation des femmes et de l’application concrète des idéaux de ses rédacteurs. Malgré des tiraillements bien visibles, Jogaku zasshi semble conserver, tout au long de ces années, une même ligne éditoriale : être, pour les femmes (jo), une revue (zasshi) éduquant à un savoir (gaku), à une réflexion plus large que celle à laquelle elles avaient jusqu’alors accès, à la fois théorique (la condition féminine) et pratique (cuisine, hygiène, éducation) .
Le style, quoique variant notablement selon les articles, se veut simple. Les caractères chinois sont agrémentés d’une indication de lecture (furigana) permettant qu’ils soient reconnus par un lectorat peu éduqué (les femmes donc). Mais Jogaku zasshi est aussi lieu de création de ces mots qui semblent indispensables à la nation en train de se construire. Les sujets, variés, sont faits pour intéresser le plus grand nombre : on y parle de la manière de tenir une maison, des travaux ménagers et des « sciences domestiques » (Kasei, 家政). L’un des tout  premiers manuels japonais d’économie domestique (家政経済, Kasei keizai, « Home economics ») sera publié par les rédacteurs de la revue sous le titre Nihon no jogaku (Savoir féminin du Japon) du 23-08-1887 au 30-11-1889. Il comporte, suivant en cela une formule qui est celle de la revue, des chapitres sur la cuisine, l’hygiène, l’étiquette, le bricolage, la morale. Les éditeurs proposeront par ailleurs des cours de vie pratique, affirmant que le quotidien est le premier lieu de l’amélioration (on n’ose dire « émancipation », même si c’est de cela qu'il s’agit pour les auteurs) féminine, de l’hygiène au foyer, de l’éducation des enfants. On n’oublie pas de discuter fréquemment de la morale et de la vertu qu’une jeune femme se doit de nourrir, mais tient également un carnet mondain (fêtes de la Croix-Rouge, réunions de la Société japonaise de tempérance, bal à la cour…). Une place importante est réservée à la littérature — japonaise comme occidentale, en traduction — vue par les fondateurs de la revue comme le meilleur moyen d’élever les faibles âmes des jeunes femmes.
C'est d'ailleurs Shimizu Shikin, jeune femme alors âgée de 23 ans qui en devient la rédactrice en chef en 1891.
On peut estimer que Jogaku zasshi intéressait deux publics : des jeunes filles ou femmes bien éduquées, à la fois passionnées par les exemples de femmes que proposent les écrits littéraires et soucieuses de tenir un foyer moderne ; des hommes progressistes, des éducateurs, proches des rédacteurs, puis certaines femmes, plus jeunes, étudiantes des écoles chrétiennes, qui venaient y lire des essais sur les réformes sociales, les droits des femmes, l’éducation. Cette tension entre conseils pratiques pour un grand nombre et réflexion pour une élite est intéressante dans sa façon de lier débat politique (renforcement de la nation japonaise ; émancipation des femmes) et considérations scientifiques (hygiène, psychologie) au sein d’un projet pédagogique (l’éducation des femmes) qui s’attache très concrètement au quotidien (les casseroles). Pour n’être pas spécifique à la revue — elle reflète plutôt, me semble-t-il, l’esprit positiviste du temps — elle devait toutefois être difficile à résoudre. En 1892, après une enquête auprès de ses lectrices, Iwamoto décide de séparer la revue en deux livraisons, qui paraîtront à tour de rôle une semaine sur deux : couverture blanche, le numéro est dédié aux réformes sociales et à la littérature ; couverture rouge (qu’Iwamoto se réserve), il est centré sur la maison. Alternant blanc et rouge, Jogaku zasshi tient ainsi continûment un rôle essentiel dans la construction de l’opinion commune, en même temps qu’il se fait le miroir des réflexions de l’époque.

### Sources
- (en) Yukiko Tanaka, Women Writers of Meiji and Taisho Japan : Their Lives, Works and Critical Reception, 1868–1926, Jefferson, North Carolina, McFarland, 2000, 186 p. (ISBN 978-0-7864-0852-8, lire en ligne)